# Grabhügel von Trappendal
 Der Grabhügel von Trappendal, etwa einen Kilometer von der Ostseeküste, zwischen den jütländischen Städten Haderslev und Kolding gelegen, enthielt, bei der 1975 erfolgten Ausgrabung, ähnlich gut erhaltene Gräber wie der Grabhügel von Egtved. Seine Besonderheit ist jedoch ein genau in den Rundhügel Sejlshøj eingepasstes Haus (dänisch Trappendal huset), dessen Grundriss erhalten blieb. Das Haus der Einzelgrabkultur ist nach Art späterer Wikingerbauten in drei Räume unterteilt, wobei die beiden Endräume stark gerundete Ecken haben, die nahezu Apsiden bilden. Im Zentrum des Hügels zugleich des mittleren Raumes des westnordwest-ostsüdost orientierten Hauses befand sich die Bestattung. Ein ähnlicher Hausgrundriss wurde im Hügel eines kleinen Ganggrabes bei Damsbo auf der Insel Fünen entdeckt.
Das Zweiständerhaus, aus dem 14. Jahrhundert v. Chr., aus der mittleren nordischen Bronzezeit ist 24 m lang und neun Meter breit. Häuser der älteren Bronzezeit waren lange völlig unbekannt. In seltenen Fällen wurden sie jedoch unter Hügelaufschüttungen erschlossen. Inzwischen wurden im Zuge von Großbaumaßnahmen und einer geänderten Strategie der Denkmalpflege in Deutschland, Teilen Dänemarks und Südschweden zahlreiche Hausgrundrisse aus der älteren Bronzezeit entdeckt.
Bei Handewitt im Kreis Schleswig-Flensburg, hat der Hügel nicht nur den größeren Teil eines Hausgrundrisses mit den Spuren der vergangenen Pfosten konserviert, sondern auch die Furchen eines Hakenpfluges.
Nur wenig kleinere Grundrisse wurden 2010 (als Paar) etwa west-östlich orientiert, auf einem Hügel nördlich von Sønder Omme, nördlich von Grindsted entdeckt. Die Form und die besondere Behandlung der Bauten von Handewitt, Møsvrå und Trappendal und macht es unwahrscheinlich, dass es sich um Wohngebäude handelt.